# Ns' Aoi
Ns 'Aoi (Ns'あおい?) è in origine una serie manga, da cui è stato tratto un dorama stagionale invernale in 11 puntate di Fuji TV e mandato in onda nel 2006; a questo si è aggiunto uno special uscito nel settembre dello stesso anno.

## Trama
Aoi si trova a frequentare il 3º anno della scuola infermiere e sta praticando in un importante ospedale; dopo non esser riuscita, suo malgrado, a distinguersi positivamente al pronto soccorso, viene trasferita al reparto medicina di una succursale di provincia dello stesso ospedale.
La giovanissima infermiera fa ogni sforzo per portare avanti il suo compito e prendersi amorevolmente cura dei pazienti, ma si trova a dover affrontare la disonestà e la smania di profitto di alcuni dei medici più stimati. Con l'aiuto della sua collega Kioko e del dottor Takagi, non si arrenderà davanti alle difficoltà ed avversità, decisa a concludere il suo tirocinio nel migliore dei modi.

## Star ospiti
- Reiko Kusamura: (ep. 1)
- Kazuyuki Aijima: (ep. 1)
- Takehiko Murata: (ep. 2)
- Yuki Umishima: (ep. 2)
- Morooka Moro: (ep. 3)
- Kenji Yamakami: (ep. 4)
- Kiyohiko Ichihara: (ep. 4)
- Mie Kobayashi: (ep. 4)
- Hijiri Sakurai: (ep. 4)
- Sumie Sasaki: (ep. 5)
- Yoko Kurita. (ep. 5)
- Meikyo Yamada: (ep. 6)
- Fumiya Ogura: (ep. 6)
- Naomi Akimoto: (ep. 6-8)
- Yoji Tanaka: (ep. 7)
- Sarasa Morimoto: (ep. 8)
- Yoshimichi Nagamune: (ep. 8)
- Yorie Yamashita: (ep. 9-11)
- Akimitsu Fujii: (ep. 9-11)
- Yoshie Otsuka: (ep. 10)
- Tatsuya Kanno: (ep. 11)
- Shinsho Nakamaru: (ep. 11)
- Kenichi Yajima: (ep. 11)
- Shigenori Yamazaki: (SP)
- Yuriko Ishida: (SP)
- Junkichi Orimoto: (SP)
- Ayaka Komatsu: (SP)
- Ryohei Abe